# Comuna Sokil, Rojîșce
Sokil (în ucraineană Сокіл) este o comună în raionul Rojîșce, regiunea Volînia, Ucraina, formată din satele Duhce și Sokil (reședința).

## Demografie
Componența lingvistică a satului Sokil
     Ucraineană (99,24%)
     Alte limbi (0,76%)
Conform recensământului din 2001, majoritatea populației satului Sokil era vorbitoare de ucraineană (99,24%), existând în minoritate și vorbitori de alte limbi.